# Шукрале
Шукрале — село в Тукаевском районе Татарстана. Входит в состав Новотроицкого сельского поселения.

## География
Находится в северо-восточной части Татарстана на расстоянии приблизительно 11 км на юг-юго-восток от южной границы районного центра города Набережные Челны у речки Челна.

## История
Известна с периода 1650—1651 годов, в начале XX века уже были мечеть и мектеб, до 1860-х годов часть населения составляли башкиры.
В «Списке населенных мест по сведениям 1870 года», изданном в 1877 году, населённый пункт упомянут как деревня Шукрали 4-го стана Мензелинского уезда Уфимской губернии. Располагалась при речке Челненке, по левую сторону почтового тракта из Мензелинска в Елабугу, в 42 верстах от уездного города Мензелинска и в 15 верстах от становой квартиры в селе Бережные Челны. В деревне, в 108 дворах жили 634 человека (324 мужчины и 310 женщин, татары), были 2 мечети, 2 училища, водяная мельница. Жители занимались земледелием, скотоводством, пчеловодством.
По сведениям переписи 1897 года, в деревне Шукрали Мензелинского уезда Уфимской губернии жили 961 человек (470 мужчин и 491 женщина), все мусульмане.

## Население
Постоянных жителей было: в 1816 — 33 души мужского пола, в 1834—253, в 1870—634, в 1897—961, в 1906—757, в 1920—993, в 1926—563, в 1938—607, в 1949—364, в 1958—237, в 1970—216, в 1979—190, в 1989 — 75, 92 в 2002 году (татары 96 %), 86 в 2010.